# Pandemia de COVID-19 em Andorra
Este artigo documenta os impactos da pandemia de coronavírus de 2020 em Andorra e pode não incluir todas as principais respostas e medidas contemporâneas.

## Linha do tempo
Em 2 de março, o país confirmou o primeiro caso de infecção pelo vírus, sendo um homem de 20 anos de idade que havia voltado de Milão. Os testes conduzidos demonstraram resultado positivo para a infecção, e o paciente permaneceu internado para futuras análises clínicas, além do monitoramento de seu círculo social. Em 8 de março, foi declarado como recuperado.
Em 12 de março, um segundo caso foi confirmado, uma mulher de 87 anos de idade cuja filha era professora. O governo anunciou que fecharia instituições escolares até 16 de março.
Em 13 de março, Xavier Espot Zamora, primeiro-ministro de Andorra, afez uma aparição especial para ordenar o fechamento temporário de todos os estabelecimentos públicos, exceto lojas de suprimentos, farmácias e postos de gasolina, por um período de duas semanas.
Em 14 de março, os atos de 27 de março ligados à Constituição não ocorreram devido à suspensão do Conselho Geral de Andorra. Em 15 de março, foi anunciado que existiam 4 novos casos no país, elevando o número total para 6. Todas as 4 pessoas que contraíram o vírus estiveram em contato com a mulher de 87 anos de idade. Em 16 de março, o primeiro-ministro ordenou a cessão de todas as atividades industriais e de construção.